# Ulla Buuts
Ulla Kristina Buuts, född Öberg 14 december 1942 i Strängnäs, död 22 november 2014 i Åhus, var en svensk friidrottare (diskuskastning). Hon tävlade för Jönköpings AIF.
Buuts är gravsatt i minneslunden i Transval i Åhus.